# Topolino che risate!
Topolino che risate! (Have a Laugh!) è un programma televisivo prodotto da The Walt Disney Company. È stato trasmesso dal 26 ottobre 2009 al 2 dicembre 2012 su Disney Channel, e presenta cortometraggi animati a colori con protagonisti Topolino, Paperino, Pippo e Pluto usciti nei cinema tra il 1935 ed il 2007. Topolino che risate! non ha una struttura o durata fissa, essendo nato come programma interstiziale che di solito va in onda alla fine di un film per equilibrare il palinsesto della rete (può quindi durare anche mezz'ora). In Italia, esso è stato anche un progetto del magazine Topolino, in cui i fumettisti rielaboravano le storie e le varie rubriche (prima, dopo o in mezzo) illustravano il cartone animato dal quale era tratta la storia cartacea.

## Struttura
Il programma trasmette cortometraggi Disney completamente restaurati e rimasterizzati in digitale (a differenza delle versioni normalmente trasmesse in TV). Alcuni di questi corti sono stati appositamente ridoppiati in italiano, mentre gli altri conservano i doppiaggi anni '90. Inoltre nel programma sono presenti tre rubriche:
- "I cortissimi": versioni abbreviate dei corti, con nuove musiche e suoni e ridoppiate dagli attuali doppiatori Disney.
- "Topo-Mix": cartoni animati classici combinati con canzoni popolari come "He Could Be the One" di Miley Cyrus, in modo simile alla serie anni '80 D-TV.
- "Blam!": Johnny Groove (personaggio di Zelig interpretato da Giovanni Vernia) analizza e commenta alcune clip di un cortometraggio, usando un telecomando in sovrimpressione per fare dei replay e vedere le scene al rallentatore.

## DVD
Sono usciti inoltre quattro DVD che raccolgono molti cartoni animati, sia in versione corta che originale. Il primo dei quattro dischi contiene l'unica versione DVD del corto Pippo e l'home theater.
Topolino che risate! - Volume 1
- Topolino e le foche
- Topolino e i fantasmi
- I monelli della foresta
- Pippo e l'home theater
- Pluto e gli scoiattoli in guanti bianchi

Topolino che risate! - Volume 2
- L'orologio del campanile
- Pluto viaggiatore clandestino
- L'arte di sciare
- Paperino non può dormire
- Pluto, Figaro e il maglione

Topolino che risate! - Volume 3
- Topolino ritardatario
- Topolino, Pippo e Paperino cacciatori di balene
- Disastri in cucina
- Come giocare a baseball
- Il nemico sotterraneo

Topolino che risate! - Volume 4
- Topolino cacciatore (1948)
- Melodie hawayane
- Paperino e gli scoiattoli
- Pippo al mare
- Pluto e l'oggetto misterioso